# Esoteric Warfare
Esoteric Warfare es el quinto álbum de estudio de la banda noruega de black metal Mayhem. Fue publicado el 6 de junio de 2014 en Europa y Asia, y el 10 de junio de 2014 en América del Norte. Es el primer álbum de la banda con Teloch en la guitarra desde la salida de Blasphemer de la banda en 2008.

## Antecedentes
El álbum fue anunciado inicialmente en una entrevista de 2012 por el bajista Necrobutcher a Blabbermouth.net. El 2 de agosto de 2013, el baterista Hellhammer anunció en la página oficial de Facebook de la banda que en se encontraba grabando sus partes de batería para el álbum. Mayhem anunció en noviembre de 2013 que el álbum ya había entrado en el proceso de mezcla y que esperaban lanzarlo a principios de 2014. El 18 de febrero de 2014, se anunció que un sencillo de 7" que contenía la canción "Psywar" sería lanzado el 25 de abril de ese mismo año. El 20 de febrero, el sello discográfico de Mayhem, Season of Mist, anunció que el título del nuevo álbum sería Esoteric Warfare y su fecha de lanzamiento iba a ser el 6 de junio de 2014. El 19 de marzo, Blabbermouth.net dio a conocer la lista oficial de las canciones del álbum junto con otros detalles.

## Lista de canciones
| N.º | Título           | Duración |  |
| 1.  | «Watchers»       | 5:22     |  |
| 2.  | «Psywar»         | 3:25     |  |
| 3.  | «Trinity»        | 3:57     |  |
| 4.  | «Pandaemon»      | 2:53     |  |
| 5.  | «MILAB»          | 6:03     |  |
| 6.  | «VI.Sec»         | 4:14     |  |
| 7.  | «Throne of Time» | 4:06     |  |
| 8.  | «Corpse of Care» | 4:06     |  |
| 9.  | «Posthuman»      | 6:55     |  |
| 10. | «Aion Suntelia»  | 5:22     |  |

## Créditos
- Attila Csihar - Voz
- Necrobutcher - Bajo
- Hellhammer - Batería
- Teloch - Guitarra
- Ghul - Guitarra